# 亦怜真班 (唐兀氏)
亦怜真班（？—1354年），又译懿怜真班，唐兀人，元朝政治人物，暗伯的儿子。
元仁宗时以大臣子召入宿卫。擢为翰林侍讲学士。元英宗时，为虎符唐兀亲军都指挥使。元文宗时为翰林学士承旨。元顺帝初年，因忤丞相伯颜，被谪到海南。伯颜罢黜后，亦怜真班还朝，为御史大夫。历任甘肃行省平章政事、湖广行省左丞相等职。至正八年（1348年），因反对丞相别儿怯不花，贬为江浙行省平章政事。至正十二年（1352年），为江西行省左丞相，他用招降与围剿两手镇压饶州地区的红巾军。至正十四年（1354年），病卒。赠推忠佐运正宪秉义同德功臣，追封齐王，谥忠献。

## 延伸阅读
[在维基数据编辑]
 《新元史/卷156》，出自柯劭忞《新元史》